# Georg Ringsgwandl

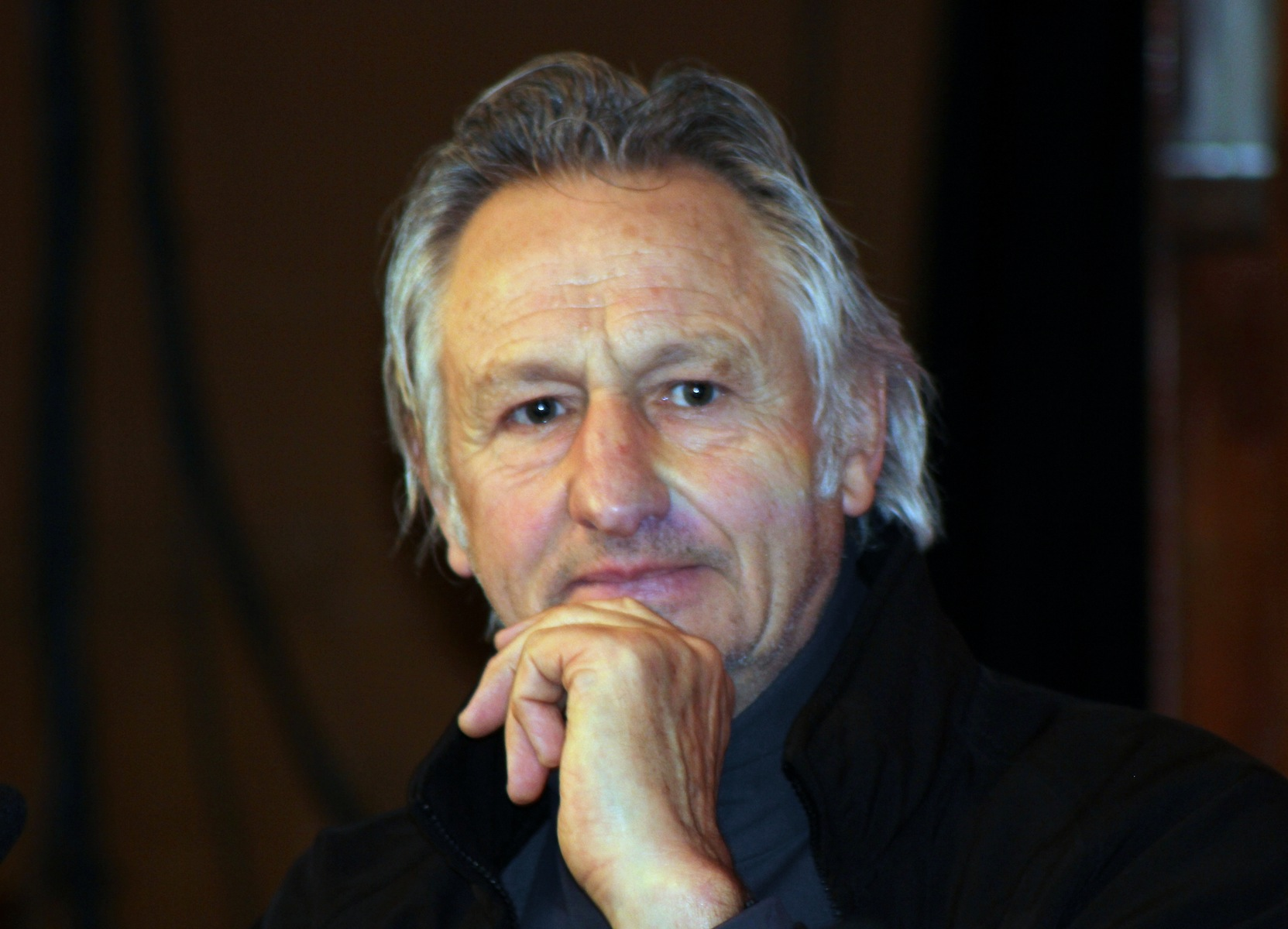
Georg Ringsgwandl auf der Frankfurter Buchmesse, 2013

Georg Ringsgwandl (* 15. November 1948 in Bad Reichenhall) ist ein deutscher Kabarettist, Liedermacher und Arzt (abgeschlossenes Studium der Medizin) aus Bayern.

## Leben

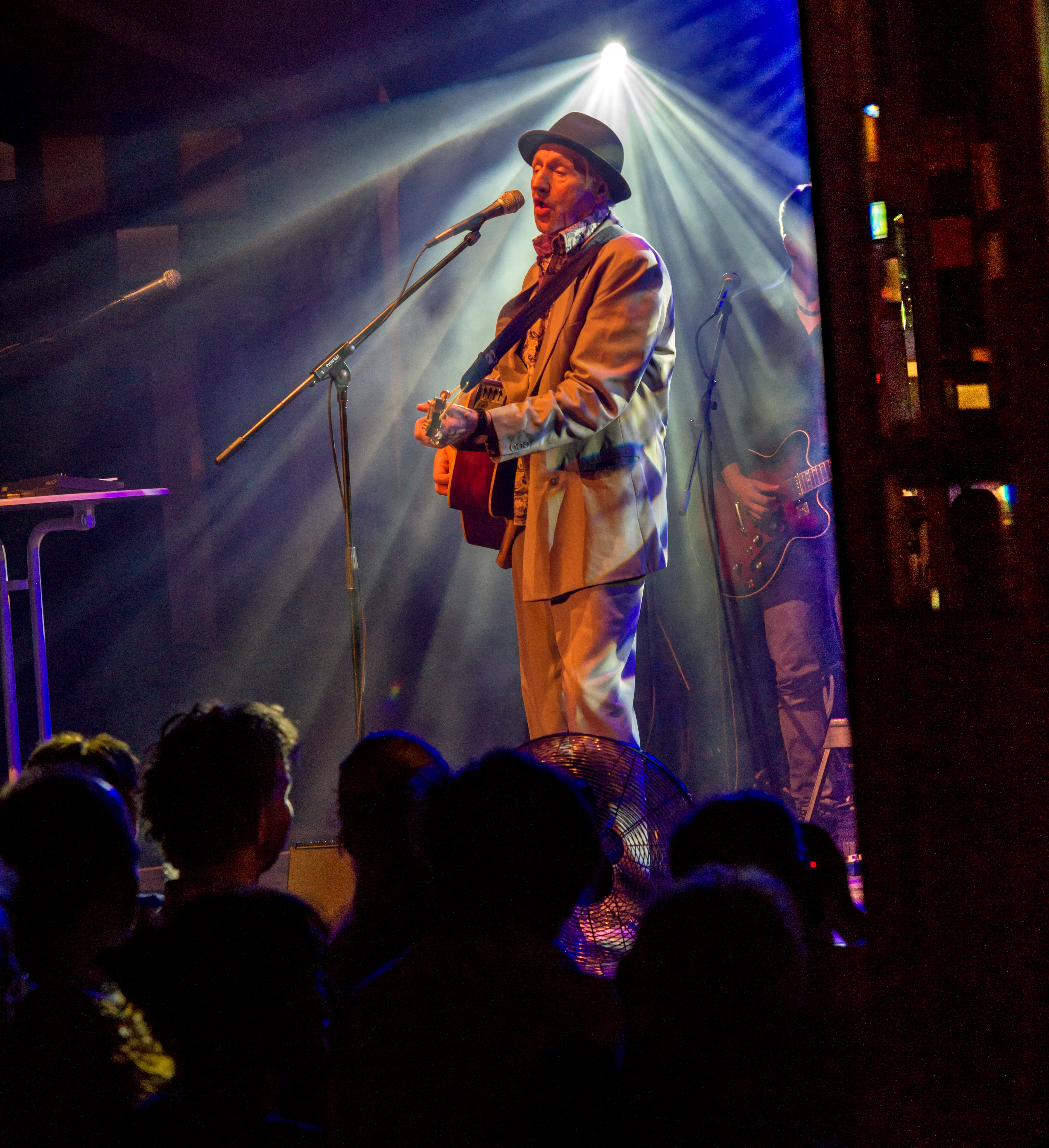
Georg Ringsgwandl auf dem Zelt Musik Festival in Freiburg, 2017

Ringsgwandl wuchs im nördlichen Stadtgebiet von Bad Reichenhall im Bereich der Staufenbrücke auf. Er stammt aus einfachen Verhältnissen, sein Vater war kriegsversehrt und arbeitete als Postbote, seine Mutter war Hausfrau. Zur Musik kam er durch das Zitherspiel, das Musikinstrument bekam er im Alter von acht Jahren von einer Tante. Ab dem zwölften Lebensjahr spielte er Posaune. Während eines achtmonatigen Sanatoriumsaufenthaltes wegen Lungentuberkulose brachte sich Ringsgwandl 1967 selbst das Gitarrespielen bei. Von 1968 bis 1975 studierte er in Würzburg und Kiel Medizin, 1972 verbrachte er einen sechsmonatigen Studienaufenthalt in Kalifornien. Er schloss das Studium in Kiel mit dem medizinischen Staatsexamen ab und promovierte zum Dr. med.
Im Jahr 1976 zog er um nach München. Er übernahm Praxisvertretungen und lernte den bayerischen Bluesmusiker Willy Michl kennen, der ihn gelegentlich bei seinen Konzerten auftreten und einige Lieder spielen ließ. Nach kleineren Auftritten in Kneipen und bei Konzerten tingelte Ringsgwandl während seiner Zeit als Assistenzarzt im Münchner Klinikum Großhadern ab 1978 mit dem ersten eigenen Programm Gurkenkönigs Hausfrauenshow auf Kleinkunstbühnen. Ab 1984 arbeitete er als Oberarzt der Kardiologie am Klinikum Garmisch-Partenkirchen und trat jahrelang nebenbei als Musiker auf. 1986 entstand sein erster Tonträger Das Letzte. Mit der Verleihung des Salzburger Stiers 1987 und des Deutschen Kleinkunstpreises im darauffolgenden Jahr ergaben sich neue Auftrittsmöglichkeiten für Ringsgwandl und seine Band. Weitere Programme und Gastspiele in ganz Deutschland folgten. Ringsgwandls Bühnenauftritte waren insbesondere in den 1980er Jahren durch ein betont schrilles äußeres Erscheinungsbild gekennzeichnet (Outfits wie Badekappe, Tauchermaske und grelle Schminke). 1993 gab er die Tätigkeit als Arzt auf und ist seitdem ausschließlich künstlerisch tätig.
Die Besetzung seiner Band wechselte sehr häufig. Am längsten und intensivsten arbeitete er in den ersten erfolgreichen Bühnenjahren mit dem Gitarristen Georg Schreiner und dem Keyboarder Klaus Reichardt zusammen. Ein weiterer wichtiger Mitstreiter war Nick Woodland, der Ringsgwandl seit 1992 und dem Album Vogelwild bis 2012 als Bluesgitarrist begleitete. Ringsgwandls Musik kombiniert Elemente traditioneller bayerischer Volksmusik, wie etwa die Moritat über den Räuber Kneißl, mit Punkeinflüssen und Rockmusik, und verbindet diese mit skurrilem Humor und hintersinnigen Texten.
Auf der CD Der Gaudibursch vom Hindukusch waren zum ersten Mal auch längere Wortbeiträge enthalten, wie sie Ringsgwandl bis dahin nur bei seinen Konzerten zu Gehör gebracht hatte. Gelegentliche Fernsehauftritte in Sendungen wie dem Scheibenwischer und  Ottis Schlachthof sowie einigen Talkshows begleiteten seine Bühnenarbeit. 1994 nahm er am Ingeborg-Bachmann-Wettbewerb in Klagenfurt teil, seine Kurzgeschichte 24 Stunden Sanitär-Notdienst Maderegger fiel jedoch bei den meisten Juroren durch. 1998 wirkte er in dem Herbert-Achternbusch-Film Neue Freiheit – Keine Jobs mit. Ebenfalls 1998 entstand das Musical Ludwig II. – Die volle Wahrheit über Ludwig II., in dessen Rolle Ringsgwandl selbst schlüpfte.
Ringsgwandls künstlerisches Schaffen wurde mehrfach ausgezeichnet, unter anderem mit dem  Bayerischen Kabarettpreis. Für die Titel Papst gsehng (1987) und Nix mitnehma (1989) erhielt er jeweils den Jahrespreis der Liederbestenliste. Das Album Gache Wurzn wurde 2001 mit dem Preis der deutschen Schallplattenkritik in der Sparte Chansons, Songs, Liedermacher bedacht, der Song Garten-Nazi nahm von April bis Juli 2001 Rang 1 der monatlich ermittelten Liederbestenliste des SWR ein. Am 10. Dezember 2010 trat er beim Arosa Humor-Festival auf. Das Album Mehr Glanz! erschien im Juni 2013, das aktuelle Album Andacht & Radau im Januar 2019. Zum Jahresende 2023 veröffentlichte er seinen teilweise autobiographischen Roman „Die unvollständigen Aufzeichnungen der Tourschlampe Doris“.
Georg Ringsgwandl war ab 1981 mit der Ärztin und Psychotherapeutin Christiane Elhardt-Ringsgwandl (1949–2022) verheiratet. Aus dieser Ehe gingen zwei Töchter hervor. Außerdem ist Ringsgwandl Vater einer weiteren Tochter aus einer früheren Beziehung. Er lebt in Seehausen am Staffelsee und im Münchner Stadtteil Untersendling.

## Diskografie

### Alben (LP/CD)
- 1986: Das Letzte
- 1989: Trulla! Trulla!
- 1992: Vogelwild
- 1993: Staffabruck
- 1996: Der Gaudibursch vom Hindukusch
- 2001: Gache Wurzn
- 2005: Alte Reißer Verreckte Geschichten
- 2006: Der schärfste Gang
- 2009: Untersendling
- 2013: Mehr Glanz!
- 2016: Woanders
- 2019: Andacht & Radau

### Singles und EPs
- 1990: I wui net Ski fahrn, aber i muaß
- 1992: Schöne Frau
- 1992: Sekt

## Bühnenstücke
- 1994: Die Tankstelle der Verdammten (Schauspiel Köln, 1996 an den Münchner Kammerspielen), 2016 im Stadtsaal in Wien (in der wienerischen Fassung von Thomas Maurer)
- 1995: Die Ländler-Queen sieht Morgenrot
- 1998: Ludwig II. – Die volle Wahrheit (Münchner Kammerspiele)
- 2004: Prominentenball (Bayerisches Staatsschauspiel)
- 2004: Die Kunst des Wohnens
- 2012: Der varreckte Hof („Stubenoper“)
- 2013: Mein Bruder, der Räuber Kneißl
- 2014: Die Donauprinzessin!
- 2015: Der Hund, der Hund (Sprechoper für ältere Frau, Hund und drei Stimmen)
- 2022: Lola M. Konzertante Version (Bayerisches Staatsschauspiel)[10]

## Veröffentlichungen
- 2011: Das Leben und Schlimmeres. Hilfreiche Geschichten, Rowohlt-Taschenbuch-Verlag, Reinbek bei Hamburg, ISBN 978-3-499-62753-8 (als Hörbuch erschienen im Argon-Verlag, Berlin 2011, ISBN 978-3-8398-1089-7).
- 2013: Das Kind vom Plattenbau. Eine Weihnachtsgeschichte, edition chrismon, Frankfurt, ISBN 978-3-86921-124-4.
- 2016: Der varreckte Hof/Der verreckte Hof. Eine Stubenoper. Texte und Notenmaterial. Taschenbuch, Suhrkamp Verlag, ISBN 978-3-518-42508-4.
- 2023: Die unvollständigen Aufzeichnungen der Tourschlampe Doris, Rowohlt Verlag, ISBN 978-3-498-05807-4.

## Dokumentarfilm
- Georg Ringsgwandl. Kasperl oder Genie. Porträt von Ute Casper, Deutschland 2008
- Vogelwild. Doku über Georg Ringsgwandl von Andreas Krieger,  Bayerisches Fernsehen 2018, 45 min.

## Auszeichnungen
- 1987: Salzburger Stier
- 1988: Deutscher Kleinkunstpreis in der Sparte Chanson/Musik/Lied
- 1998: Ernst-Hoferichter-Preis
- 2001: Preis der deutschen Schallplattenkritik in der Sparte Chansons, Songs, Liedermacher
- 2005: Prix Pantheon, Sonderpreis Reif & Bekloppt
- 2006: Bayerischer Kabarettpreis in der Rubrik Musik[11]
- 2011: Bairische Sprachwurzel des Förderverein Bairische Sprache und Dialekte e. V.
- 2017: Ruth (Musikpreis)
- 2017: Bayerischer Kulturpreis
- 2019: 8. Rupertiwinkler Dialektpreis[12]
- 2025: Bayerischer Kabarettpreis (Ehrenpreis)[13]